# Сбер Банк (Беларусь)
ОАО «Сбер Банк» (до 27 августа 2021 — «БПС-Сбербанк») — один из крупнейших банков Беларуси. 98,43 % акций банка принадлежит публичному акционерному обществу «Сбербанк России».

## История
Сентябрь 1991 года — учреждение акционерного коммерческого Белпромстройбанка, а в марте 1992 года собрание учредителей приняло решение об открытой подписке на акции банка, и после её завершения он стал акционерным обществом открытого типа.
Октябрь 1999 года — переименование в открытое акционерное общество «Белпромстройбанк».
Декабрь 2009 год — покупка российским «Сбербанком России» пятого по размеру активов БПС-Банка за 280 млн долларов и кредитную линию в 2 млрд доллара США.
Октябрь 2011 года — проведение ребрендинга банка. Название изменено на ОАО «БПС-Сбербанк», за основу фирменного стиля взят фирменный стиль Сбербанка России.
15 ноября 2017 банк один из первых в стране запустил платёжный сервис Samsung Pay совместно с MasterCard.
В 2021 году внеочередное собрание акционеров «БПС-Сбербанка» приняло решение о переименовании в ОАО «Сбер Банк».

## Награды

### 2016 год

#### Премия «Банк года-2015»
- номинация «Онлайн-банк» — 2 место[10].

### 2017 год

#### Премия «Банк года-2016»
- номинация «Лучший среди крупных» — 2 место;
- номинация «Самый инновационный банк Беларуси-2016» — 1 место;
- номинация «Сделка года-2016» — 1 место (кредит на строительство Dana Mall);
- номинация «Лучший банковский продукт на рынке — 2016» — 3 место (кредит «Новоселье со Сбербанком»);
- номинация «Лучший управляющий-2016» — 3 место (Инюшин Сергей Викторович, БПС-Сбербанк);
- номинация «Выбор пользователей портала Myfin.by» — 2 место[11].

### 2018 год

#### Премия «Банк года-2017»
- номинация «Лучший банк-2017» (среди крупных) — 3 место;
- номинация «Самый инновационный банк Беларуси-2017» — 2 место;
- номинация «Лучший региональный банк Беларуси-2017» — 3 место;
- номинация «Сделка года-2017» — 1 место (урегулирование проблемного актива СООО «Элит Эстейт») и 3 место (выпуск еврооблигаций компании «Евроторг»);
- номинация «Лучший банковский продукт на рынке — 2017» — 3 место (финансирование недвижимости «Новоселье со Сбербанком»);
- номинация «Лучший управляющий — 2017» — 3 место (Инюшин Сергей Викторович, БПС-Сбербанк)[12].

### 2019 год

#### Премия «Банк года-2018»
- номинация «Лучший банк-2018» (среди крупных) — 2 место
- номинация «Выбор интернет-пользователей» — 3 место
- номинация «Топ менеджер» — 3 место (Олег Бородко, БПС-Сбербанк)
- номинация «Инновационный банк Беларуси-2018» (технологии) — 2 место
- номинация «Инновационный банк Беларуси-2018» (продукты) — 3 место
- номинация «Вклад в науку – 2018» — 1 место
- номинация «Банк с иностранным капиталом – 2018» — 2 место

## Международные санкции
24 февраля 2022 года банк, как и его материнская компания, был внесён в санкционный список специально обозначенных граждан и заблокированных лиц США.
11 апреля 2023 года премьер-министр Канады объявил о дополнительных санкциях в отношении девяти организаций, связанных с белорусским финансовым сектором, в число которых вошел и Сбер Банк. С августа 2023 года банк также находится под санкциями Новой Зеландии.